# Abraham Conrad Buchau
Abraham Conrad Buchau (* 1623 in Dresden; † 1701 ebenda) war ein deutscher Bildhauer.

## Leben
Abraham Conrad Buchau war der Sohn des Bildhauers Conrad Buchau und auch dessen Mitarbeiter. Seine Ausbildung erhielt er in der Familienbildhauerei in Dresden.
Ab 1666 arbeitete er selbständig in Dresden. Im Jahr 1698 erkrankte er an einem Fußleiden und konnte sein künstlerisches Schaffen nicht mehr fortsetzen. Sein Grab befand sich auf dem Frauenkirchhof.

## Werke (Auswahl)
- 1657: Restaurierung des Taufsteindeckels und Taufstein in der Kreuzkirche in Dresden
- 1658: Erneuerung des Kanzelpultes in der Kreuzkirche in Dresden
- 1666: Unterbau aus Sandstein für ein Zinnbecken im Schloss Moritzburg bei Dresden
- 1666–67: Altarkanzel mit Schalldeckel und Gnadenstuhl für die St. Michaeliskirche in Mittweida
- Fassadenschmuck am Haus Wilsdruffer Gasse 15, Dresden
- 1667: Kanzel in der Kirche Unser lieben Frauen zu Mittweida aus Elbsandstein
- 1676: Arbeiten am Palais im Großen Garten, Dresden
- 1677–79: für den sächsischen Hof u. a. die plastischen Schmuckausführungen an Ovalfenstern am Dresdner Schloss
- 1677–80: Sandsteinarbeiten in der Fürstenkapelle Schloss Albrechtsburg in Meißen